# Pada Shrek
Pada Shrek (ang. Shrek the Halls, 2007) – specjalny, bożonarodzeniowy, 21-minutowy film animowany na podstawie serii filmów Shrek wyprodukowany przez wytwórnię DreamWorks.

## Fabuła
Zbliża się Boże Narodzenie. Wszystkich ogarnia świąteczna euforia – wszystkich, oprócz Shreka. Zielony ogr, nie chcąc sprawić przykrości Fionie i dzieciom, postanawia jednak się przełamać i przygotować dom na Boże Narodzenie, spędzając Święta w rodzinnym gronie. Ku jego zdziwnieniu z niespodziewaną wizytą przychodzą Osioł, Kot w butach, Pinokio, Ciastek, Wilk, Smoczyca, Trzy Świnki i Trzy Ślepe Myszy. Shrek po kłótni i zamieszaniu wyrzuca swoich przyjaciół z domu, ale wkrótce po tym pojmuje, że popełnił błąd, żałuje tego i zaprasza ich z powrotem. Film kończy się przelotem Świętego Mikołaja.

## Obsada
- Mike Myers – Shrek
- Eddie Murphy – Osioł
- Cameron Diaz – Królewna Fiona
- Antonio Banderas – Kot w butach
- Cody Cameron –
  - Pinokio,
  - Trzy Świnki
- Susan Fitzer – Suzie
- Christopher Knights – Ślepe Myszy
- Gary Trousdale – Święty Mikołaj
- Conrad Vernon – Ciastek
- Aron Warner – Wilk
- Marissa Jaret Winokur – Bibliotekarka

i inni

## Wersja polska
Opracowanie wersji polskiej: Start International Polska

Reżyseria: Joanna Wizmur

Dialogi polskie: Bartosz Wierzbięta

Udział wzięli:
- Zbigniew Zamachowski – Shrek
- Jerzy Stuhr – Osioł
- Agnieszka Kunikowska – Fiona
- Wojciech Malajkat – Kot w butach
- Tomasz Bednarek – Ciastek

oraz
- Wojciech Paszkowski –
  - Jedna ze świń,
  - Człowiek w mieście
- Janusz Wituch – Jedna z myszy
- Anna Sztejner-Pierczyńska – Bibliotekarka
- Paweł Szczesny – Jedna z myszy
- Jarosław Domin – Pinokio
- Elżbieta Kopocińska-Bednarek – Dziewczyna Ciastka
- Jarosław Boberek –
  - Jedna z myszy,
  - Jedna ze świń
- Mirosław Zbrojewicz – Wilk
- Brygida Turowska-Szymczak – kobieta w mieście

## Premiery telewizyjne
| Kraj                         | Kanał telewizyjny | Data              |
| ---------------------------- | ----------------- | ----------------- |
| Australia                    | Nine Network      | 1 grudnia 2007    |
| Belgia                       | RTL-TVI           | 23 grudnia 2007   |
| Brazylia                     | Rede Globo        | 25 grudnia 2007   |
| Bułgaria                     | bTV               | 25 grudnia 2007   |
| Kanada                       | CTV               | 3 grudnia 2007    |
| Chile                        | Canal 13          | 23 grudnia 2007   |
| Czechy                       | TV Nova           | 24 grudnia 2007   |
| Francja                      | TF1               | 25 grudnia 2007   |
| Niemcy                       | ProSieben         | 23 grudnia 2007   |
| Węgry                        | TV2               | 25 grudnia 2007   |
| Indie                        | Pogo TV           | 25 grudnia 2007   |
| Irlandia                     | RTE 2             | 25 grudnia 2007   |
| Włochy                       | Canale 5          | 24 grudnia 2007   |
| Litwa                        | TV3               | 24 grudnia 2007   |
| Malezja                      | TV3               | 25 grudnia 2007   |
| Meksyk                       | Televisa Network  | 16 grudnia 2007   |
| Nowa Zelandia                | TV 2              | 23 grudnia 2007   |
| Polska                       | TVN               | 25 grudnia 2007   |
| Portugalia                   | SIC               | 24 grudnia 2007   |
| Rumunia                      | Pro TV            | 25 grudnia 2007   |
| Singapur                     | Channel 5         | 25 grudnia 2007   |
| Hiszpania                    | Antena 3          | 25 grudnia 2007   |
| Zjednoczone Emiraty Arabskie | MBC3              | 20 grudnia 2007   |
| Wielka Brytania              | BBC One           | 24 grudnia 2007   |
| Stany Zjednoczone            | ABC               | 28 listopada 2007 |

## Wyniki oglądalności
| Emisja   | Kraj   | Oglądalność | Ranking |
| -------- | ------ | ----------- | ------- |
| premiera | Polska | 4,9 mln     | # 11    |
| powtórka | Polska | 2,6 mln     | –       |
| premiera | USA    | 21,1 mln    | # 3     |
| powtórka | USA    | 10,0 mln    | # 21    |

## Ciekawostki
- W napisach początkowych można usłyszeć „Carmina Burana – O Fortuna” Carla Orffa.
- „Pada Shrek” jest parodią filmu Grinch: Świąt nie będzie.
- Mikołaj we wspomnieniach Ciastka zjadł tylko jego dziewczynę, ale po Ciastka już nie sięgnął.
- Posłowie PiS byli oburzeni po emisji filmu w TVN. Tadeusz Cymański i Zbigniew Girzyński skrytykowali jeden z dowcipów słownych: „Mamę w łóżku zdybał, a że ładna taka, nie czekając dłużej, pokazał jej… ptaka.” (w oryginale: „For mommy a kiss and a good Christmas goose” – „Dla mamy całus i dobra świąteczna gęś”). Politycy argumentowali, że to niedopuszczalne, aby w bajce przeznaczonej dla dzieci pojawiały się żarty dla widzów dorosłych. To ma posmak skandalu. Niestety, nasze prawo w takim przypadku jest bezsilne, ale ktoś powinien za to ponieść odpowiedzialność – powiedział Cymański, który dodatkowo przyznał, że sam filmu nie obejrzał, a o cytacie doniósł mu dziennikarz. Girzyński winą obarczył osoby przygotowujące dubbing. Karol Smoląg, rzecznik TVN stwierdził, że to manipulacja – Przytoczony cytat jest wyrwany z kontekstu i niepełny. Niebezpieczne w tym wszystkim są tylko skojarzenia posłów, do których chciałbym zaapelować, aby nie przekładali własnych projekcji na zarzuty wobec stacji. Owym „ptakiem” był oskubany drób prezentowany przez Shreka podczas wypowiadania tych słów.[4]
- W polskiej wersji pojawiają się „nawiązania” do polityki – podczas jednej z rozmów, Osioł zwraca się do Shreka wołając „Mordo ty moja!”. Hasło to było intensywnie „używane” podczas kampanii wyborczej w 2007 roku.
- Smoczyca kilkakrotnie znikała z filmu.